# Polaris (сеть магазинов)
Polaris — российская сеть компьютерных магазинов со штаб-квартирой в Москве. Упразднена в марте 2012 года.

## История
- 1998 год — открытие первого компьютерного центра под брендом Polaris.
- 1999 год — открыты 6 компьютерных центров Polaris в Москве.
- 2002 год — 16 компьютерных центров Polaris в Москве, Воронеже и Нижнем Новгороде.
- 2004 год — 36 компьютерных центров Polaris в Москве, Санкт-Петербурге, Воронеже, Нижнем Новгороде, Ростове-на-Дону и Екатеринбурге.
- 2005 год — сеть компьютерных центров Polaris объявила о старте программы франчайзинга[2].
- 2007 год — 69 компьютерных центров Polaris в Москве, Санкт-Петербурге, Воронеже, Нижнем Новгороде, Ростове-на-Дону, Екатеринбурге, Туве, Магадане, Краснодар.
- 2011 год — в состав федеральной сети компьютерных центров Polaris вошли магазины цифровой техники «Электрошок».
- 2012 год — прекращение существования сети.

## Деятельность
Основана в 1998 году. Владелец сети — группа компаний «НТ Компьютер».
В 2003 году были приобретены две розничные компьютерные сети: сеть магазинов «Компьютерный мир» (ранее принадлежала крупнейшему игроку Южного федерального округа — компании «Технополис») и одну из розничных сетей Москвы — «Техмаркет Компьютерс».
На конец 2008 года сеть Polaris — это структура, насчитывающая более пятидесяти магазинов в Москве, Санкт-Петербурге, Белгороде, Воронеже, Екатеринбурге, Казани, Краснодаре, Липецке, Люберцах, Нижнем Новгороде, Ростове-на-Дону, Серпухове, г. Сочи (Краснодарский край), Тольятти.
В марте 2012 года в ассортименте магазинов Polaris резко начала снижаться доля недорогих устройств. По состоянию на апрель 2012 года работало три магазина в Москве, три в Нижневартовске и один в Ступино; в апреле 2012 года закрылся последний магазин сети в Москве (в торговом центре «Электронный рай» около метро «Пражская»).
В начале 2014 года в торговом центре «Электронный рай» в Москве открылся магазин под брендом Palaris, с дизайном логотипа, повторяющим логотип Polaris. Большинство работников нового магазина работали в сети Polaris. До этого в торговом центре «Электронный рай» в Москве работал магазин MAG.ru. После судебных претензий на бренд магазин сменил название на Palaris, а в 2022 году полностью закрылся.